# Taiwan sotto il dominio della dinastia Qing
La dinastia Qing fondata dai Manciù dominò Taiwan dal 1683 al 1895. In precedenza l'isola era dominata dal Regno di Tungning di Koxinga e dei suoi eredi, che riuniva le ultime forze di resistenza della dinastia Ming, spodestata dai Qing nel 1644. Nel 1683 la corte Qing inviò un esercito guidato dall'ammiraglio Shi Lang che, dopo uno scontro navale con il nipote di Koxinga, Zheng Keshuan, annesse definitivamente Taiwan all'Impero Qing.

## Storia
L'imperatore Qing Kangxi annesse Taiwan essenzialmente perché voleva eliminare le ultime forze di opposizione contro la dinastia Qing da parte dei lealisti Ming. Tuttavia, i Qing non volevano esercitare pressioni eccessive sull'isola, nel timore che questo potesse incoraggiare qualsiasi potenziale forza di resistenza a costruire una base a Taiwan con l'appoggio delle popolazioni locali. Di conseguenza, all'inizio la dinastia Qing governò Taiwan in maniera passiva. Al tempo Taiwan era amministrata come possedimento diretto della dinastia Qing, diventando una provincia separata solo più tardi.
Ci furono più di un centinaio di ribellioni durante il primo regno della dinastia Qing. La frequenza di ribellioni, tumulti e disordini civili nella Taiwan della dinastia Qing è evocata dal detto comune dell'epoca "ogni tre anni una sollevazione; ogni cinque anni una ribellione" (三年一反、五年一亂).

## La politica dei Qing nei confronti di Taiwan
Le politiche adottate dai Qing per quanto riguarda il governamento di Taiwan furono principalmente due. La prima politica fu di restringere la qualificazione ed il numero di migranti ai quali era consentito di attraversare lo Stretto di Taiwan e di stabilirsi sull'isola. Lo scopo era di impedire una rapida crescita della popolazione. L'altra politica fu di impedire ai Cinesi Han di entrare nell'area montuosa dove erano insediati i popoli indigeni taiwanesi. Questa politica mirava a prevenire i conflitti tra i due gruppi di abitanti.
Malgrado le restrizioni, la popolazione di Cinesi Han a Taiwan crebbe rapidamente da 100.000 a 2.500.000, mentre la popolazione di aborigeni taiwanesi si contrasse.
Le restrizioni imposte ai residenti della Cina continentale che migravano a Taiwan prevedevano che nessun membro della famiglia potesse accompagnare il migrante. Pertanto, la maggior parte dei migranti erano per lo più uomini scapoli oppure uomini sposati le cui mogli rimanevano sulla Cina continentale. Non stupisce quindi che la maggior parte dei primi migranti maschi a Taiwan avrebbero scelto di sposare le donne indigene. Di conseguenza, nacque un detto secondo il quale a Taiwan "c'erano uomini Tangshan (cinesi), ma nessuna donna Tangshan" (有唐山公無唐山媽).
Gli Han frequentemente occupavano le terre indigene o conducevano affari illegali con i popoli indigeni, così spesso scoppiavano conflitti. Durante il suo regno, il governo Qing non si preoccupò di affrontare questo argomento, ma si limitò semplicemente a tracciare i confini e a chiudere l'area montuosa in modo da segregare i due gruppi. Attuò anche una politica basata sull'assunto che i popoli indigeni potessero comprendere la legge quanto i Cinesi Han, così quando sorgevano conflitti i popoli indigeni tendevano ad essere giudicati in modo iniquo. Di conseguenza, le terre indigene furono spesso prese attraverso metodi sia legali che illegali: a volte i Cinesi Han usavano perfino i matrimoni misti come scusa per occupare la terra. Molte persone attraversavano i confini di contenimento per coltivare la terra e condurre affari, e spesso sorgevano conflitti.

## Sviluppo
Gli Han occuparono la maggior parte delle pianure e svilupparono buoni sistemi agricoli ed un commercio prospero, trasformando di conseguenza le pianure di Taiwan in una società simile a quella cinese.
Taiwan aveva un forte settore agricolo nell'economia, mentre le province costiere della Cina continentale erano assai sviluppate nel settore artigianale: il commercio tra le due regioni quindi prosperò e molte città a Taiwan come Tainan, Lukang e Taipei divennero importanti porti commerciali.
Durante il 1884-1885, la Guerra franco-cinese investì Taiwan. I Qing allora si resero conto dell'importanza strategica di Taiwan dal punto di vista commerciale e della collocazione geografica e cominciarono perciò ad intervenire sull'isola per tentare di accelerarne lo sviluppo. Nel 1885, Taiwan divenne la provincia di Taiwan, e Liu Mingchuan fu nominato governatore. Egli aumentò le regioni amministrative di Taiwan per rafforzare il controllo e ridurre il crimine. Attuò la riforma terriera e semplificò la gestione delle terre. Come risultato della riforma terriera, la tassazione incassata dal governo aumentò di oltre tre volte. Liu sviluppò anche l'area montuosa per favorire l'armonia tra i Cinesi Han e i popoli indigeni taiwanesi.
Tuttavia, il suo principale conseguimento fu la modernizzazione di Taiwan. Incoraggiò l'uso di macchinari e costruì un'infrastruttura di difesa militare. Migliorò anche i sistemi stradali e ferroviari. Nel 1887, iniziò a costruire la prima ferrovia di costruzione cinese (completata nel 1893). Nel 1888, aprì il primo ufficio postale a Taiwan (antesignano del Chungwa Post, il servizio postale di Taiwan), che fu anche il primo della Cina. Taiwan era considerata allora la provincia più moderna della Cina.
Tuttavia, poco dopo l'avvio delle riforme di Liu Mingchuan, Taiwan fu ceduta al Giappone dal Trattato di Shimonoseki nel 1895, insieme alla Isole Penghu (o Isole Pescadores).

## Reazione di Taiwan al Trattato di Shimonoseki
Nel tentativo di impedire il dominio giapponese, fu dichiarata la repubblica di Formosa. Questa repubblica però ebbe vita breve, perché i Giapponesi soffocarono rapidamente l'opposizione.